# Царёв, Александр Кондратьевич
Александр Кондратьевич Царёв (20 сентября 1920,  Николаевка, Смоленская губерния — 4 апреля 1983, Москва) — советский военнослужащий, участник Великой Отечественной войны, Герой Советского Союза, командир 1-го мотострелкового батальона 17-й гвардейской Петроковской дважды Краснознамённой орденов Суворова Кутузова и Богдана Хмельницкого бригады 6-го гвардейского механизированного корпуса 4-й гвардейской танковой армии 1-го Украинского фронта, гвардии майор.

## Биография
Родился 20 сентября 1920 года в деревне Николаевка ныне Краснинского района Смоленской области в семье крестьянина. Русский. Член ВКП(б)/КПСС с 1943 года. Окончил 10 классов. Работал председателем райсовета Осоавиахима.
В 1940 году призван в Красную Армию. В 1941 году окончил курсы по подготовке командиров взводов. На фронте в Великой Отечественной войне с февраля 1942 года. В этом же году окончил курсы усовершенствования командного состава. Прошёл путь от командира взвода до командира мотострелкового батальона. Гвардии майор Царёв особо отличился на заключительном этапе войны, в боях на территории Германии при форсировании реки Шпрее. 18 апреля 1945 года в составе батальон Царёв одним из первых форсировал реку Шпрее у города Шпремберг. В течение 3 суток батальон под его командованием отражал контратаки противника, расширяя и закрепляя захваченный плацдарм. За это время через реку переправились наши стрелковые части и боевая техника. Но и враг подтягивал резервы. 20 апреля гитлеровцы неожиданным ударом потеснили наши стрелковые части. На плацдарме создалось угрожающее положение. Батальон Царёва во взаимодействии с танками контратаковал противника. Они прорвались через боевые порядки противника и вышли ему в тыл, сметая всё на своём пути и сея панику. В этом бою майор Царёв был ранен, но продолжал руководить боевыми действиями батальона до тех пор, пока на плацдарме не было восстановлено положение. За 5 дней боёв на подступах к реке и на плацдарме гвардейский мотострелковый батальон уничтожил свыше 300 гитлеровцев и захватил в плен 70 солдат и офицеров. Трофеями батальона стали 50 автомашин, 42 пулемёта и много другого стрелкового оружия. Но самым приятным и радостным было освобождение из фашистской неволи двухсот советских военнопленных.
Указом Президиума Верховного Совета СССР от 27 июня 1945 года за образцовое выполнение заданий командования и проявленные мужество и героизм в боях с немецко-фашистскими захватчиками гвардии майору Царёву Александру Кондратьевичу было присвоено звание Героя Советского Союза с вручением ордена Ленина и медали «Золотая Звезда».
После войны продолжал службу в армии. В 1956 году окончил Военную академию имени М. В. Фрунзе. С 1967 года полковник Царёв — в запасе. До 1979 года работал преподавателем в этой же академии. Жил в городе-герое Москве. Умер 4 апреля 1983 года. Похоронен на Ваганьковском кладбище.
Награждён орденом Ленина, двумя орденами Красного Знамени, орденами Александра Невского, Отечественной войны 1-й степени, Красной Звезды, медалями.